# Бєляєв Володимир Олександрович
Володи́мир Олекса́ндрович Бєля́єв (1914—1947) — радянський офіцер, учасник боїв на Халхін-Голі і Німецько-радянської війни, Герой Радянського Союзу (1944). Гвардії капітан Радянської Армії.
У роки Другої світової війни — заступник командира батальйону з політичної частини 120-го гвардійського стрілецького полку 39-ї гвардійської стрілецької дивізії.

## Життєпис
Народився в 1914 році в місті Таруса (нині — Калузька область) у родині службовця. У 1936 році був призваний на службу в Червону Армію. Брав участь у боях на річці Халхін-Гол 1939 року. У тому ж році вступив до ВКП(б). У 1941 році Бєляєв закінчив військово-політичне училище. Влітку 1942 року його було направлено під Сталінград. Після боїв під Барвінковим дивізія Бєляєва взяла активну участь у захопленні Лівобережної України. До жовтня 1943 року гвардії капітан Володимир Бєляєв був заступником командира батальйону по політчастині 120-го гвардійського стрілецького полку 39-ї гвардійської стрілецької дивізії 8-ї гвардійської армії 3-го Українського фронту.

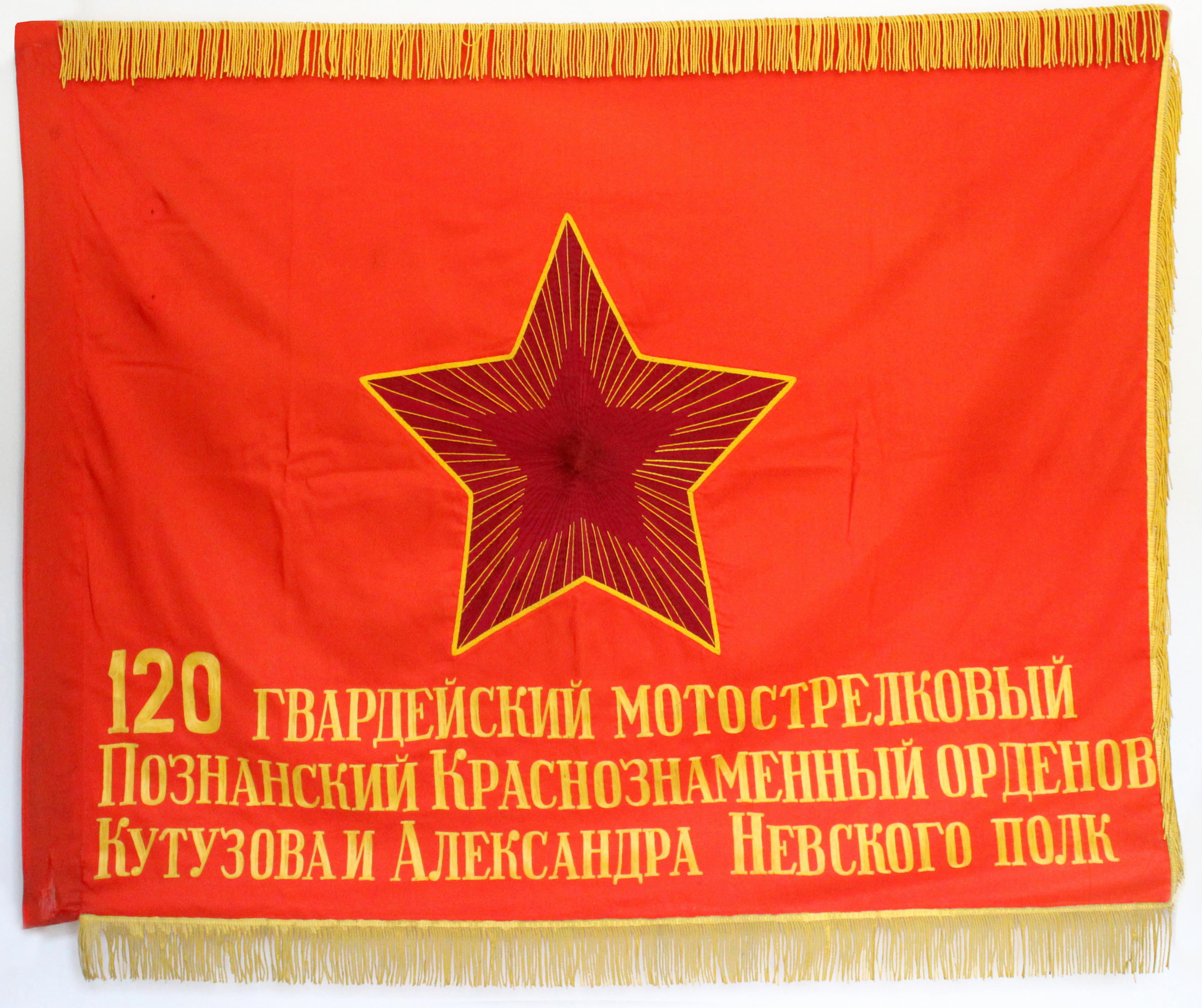
Прапор 120 гвардійського мотострілецького полку.

У двадцятих числах жовтня 1943 року дивізія вийшла до Дніпра в районі селища Чаплі. Підрозділу Бєляєва був відданий наказ про організацію за два дні переправи в районі села Лоцкаменка (нині — частина міста Дніпра). В ніч з 23 на 24 жовтня 1943 року Бєляєв, незважаючи на масований кулеметний і мінометний вогонь, переправився через річку Дніпро. Група захопила траншею в 30 метрах від берега і, просунувшись вперед, зайняв вигідні вогневі позиції. Протягом наступних діб група відображала німецькі контратаки. Завдяки точному коригуванню артилерійського вогню Бєляєвим вдалося знищити вогневі засоби противника. Захоплений групою плацдарм послужив базою для десантування всієї дивізії. В бою Бєляєв отримав важке поранення в голову, але поля бою не покинув і продовжував керувати боєм до підходу підкріплення.
Указом Президії Верховної Ради СРСР від 22 лютого 1944 року за мужність, відвагу і героїзм гвардії капітан Володимир Бєляєв отримав звання Героя Радянського Союзу з врученням ордена Леніна і медалі «Золота Зірка».
Після закінчення війни Бєляєв продовжив службу в Радянській Армії. Навчався у Військово-політичній академії.
17 грудня 1947 року загинув при виконанні службових обов'язків. Похований на Всесвятському кладовищі міста Тули поруч з Героєм Радянського Союзу Д. О. Зайцевим.

## Нагороди та звання
- Звання Герой Радянського Союзу. Указ Президії Верховної Ради СРСР від 22 лютого 1944 року:
  - Орден Леніна,
  - Медаль «Золота Зірка» № 2669.
- Орден Червоної Зірки[2].
- Медаль «За відвагу».[3]
- Медаль «За відвагу».
- Медаль «За бойові заслуги».
- Медаль «За оборону Сталінграда».Указ Президії Верховної Ради СРСР від 22 грудня 1942 року.
- Медаль «За перемогу над Німеччиною у Великій Вітчизняній війні 1941—1945». Указ Президії Верховної Ради СРСР від 9 травня 1945 року.
- Медалі СРСР.
- Іноземний орден.

## Пам'ять
- На честь Бєляєва названо вулицю в Тарусі.
- На будівлі кінотеатру «Дружба» в місті Мединь Калузької області встановлено меморіальну дошку.[1]